# Schieferbrüche bei Probstzella
Schieferbrüche bei Probstzella este o arie protejată (arie specială de conservare — SAC, sit de importanță comunitară — SCI) din Germania întinsă pe o suprafață de 348 ha, integral pe uscat.

## Localizare
Centrul sitului Schieferbrüche bei Probstzella este situat la coordonatele 50°33′21″N 11°21′31″E / 50.5558°N 11.3586°E.

## Înființare
Situl Schieferbrüche bei Probstzella a fost declarat sit de importanță comunitară în septembrie 2000 pentru a proteja 9 specii de animale. Situl a fost protejat și ca arie specială de conservare în iulie 2008.

## Biodiversitate
Situată în ecoregiunea continentală, aria protejată conține 9 habitate naturale: Pajiști uscate europene, Fânețe montane, Grohotișuri silicioase medio-europene, la altitudine înaltă, Pante stâncoase silicioase cu vegetație casmofită, Roci stâncoase cu vegetație pionieră de Sedo-Scleranthion sau Sedo albi-Veronicion dillenii, Peșteri inaccesibile publicului, Păduri de fag Luzulo-Fagetum, Păduri de fag Asperulo-Fagetum, Păduri aluvionare cu Alnus glutinosa și Fraxinus excelsior (Alno-Padion, Alnion incanae, Salicion albae).
La baza desemnării sitului se află mai multe specii protejate:
- păsări (5): fâsă de luncă (Anthus pratensis), buha (Bubo bubo), ciocănitoare neagră (Dryocopus martius), Falco peregrinus peregrinus, ciuvică (Glaucidium passerinum)
- mamifere (4): liliac cârn (Barbastella barbastellus), liliac cu urechi mari (Myotis bechsteinii), liliac comun (Myotis myotis), liliacul mic cu potcoavă (Rhinolophus hipposideros)

Pe lângă speciile protejate, pe teritoriul sitului au mai fost identificate 7 specii de plante, 1 specie de amfibieni, 7 specii de mamifere, 39 de specii de nevertebrate, 1 specie de reptile.